# Olga Soutoulova
Olga Soutoulova (en russe : Ольга Сутулова), née à Léningrad (Saint-Pétersbourg) le 4 mai 1980, est une actrice russe.

## Biographie
Elle a épousé Evgeny Stychkin.

## Filmographie partielle
Cinéma
- 1998 : 
  - Salle d'attente (Зал ожидания), Sveta
  - Contrat avec la mort, (Контракт со смертью), Ania
- 2004 : La nuit est claire (Ночь светла) de Roman Balaïan : Zinaïda Antonovna
- 2001 : Gladiatrix, Livia
- 2009 : Attaque sur Léningrad, Nina Tsvetkova
- 2012 : Dieu aime le caviar, Elena, épouse de Varvakis.
- 2021 : 
  - Bender: Natchalo
  - Bender: Zoloto imperii
- 2024 : Major Grom : The Game